# .17-223
El .17-223 es un cartucho de rifle de fuego central conocido como un "wildcat" o un cartucho desarrollado de manera particular y que no se produce a gran escala. Se basa en el casquillo del .223 Remington, ajustándosele el cuello para  aceptar una bala calibre .17.